# 中共四大纪念馆
中共四大纪念馆位于上海市虹口区四川北路1468号，在四川北路公园绿地内，建筑面积为3180平方米，包括序厅、主展厅、影视厅以及副展厅，展览面积约1500平方米。它是上海市文物保护单位。

## 历史
1925年1月中共四大会址在虹口区东宝兴路254弄28支弄8号（和平坊），是一幢石库门里弄住宅，已于1932年一二八事变中毁于战火。1987年，上海市政府公布中共四大遗址为上海市革命纪念地，1995年在遗址处勒石纪念。
2006年，虹口区政府曾在多伦路215号住宅二楼建立了中共四大史料陈列馆，面积186平方米。2011年，虹口区选址四川北路1468号，筹建中共四大纪念馆，2012年9月7日正式开馆。纪念馆采用石库门造型，是建国前在国内召开的6次代表大会中最后一个建立的正式纪念馆。2021年5月31日，中共四大纪念馆重新開館。2021年6月9日，中共四大纪念馆作为中国共产党一大·二大·四大纪念馆景区的一部分，确定为国家5A级旅游景区。